# Delease
La Delegazione Africa Settentrionale o Delease era un organismo coloniale del Comando Supremo delle forze armate italiane di stanza a Tobruch e con giurisdizione in Nordafrica, durante la seconda guerra mondiale, che raccordava il comando tattico dell'Armata corazzata italo-tedesca (ACIT) con il Comando Supremo italiano a Roma oltre a gestirne la logistica.
Fra i suoi comandanti figurò Curio Barbasetti di Prun, che si era conquistato la stima di Erwin Rommel. Al 23 ottobre 1942 aveva le funzioni di un comando di armata, cui erano subordinati tre comandi di corpo d'armata, Delease1 (Tripoli, responsabile per la logistica della Tripolitania), Delease2 (Bengasi, responsabile per la logistica della Cirenaica) e Delease3 (Marsa Matruh, responsabile della logistica dei tre corpi d'armata al fronte), ed inoltre un altro comando per l'Intendenza Africa Settentrionale, al momento sotto il generale V. Palma. Il comando cessò di funzionare il 16/11/1942 dopo la ritirata in seguito alla seconda battaglia di El Alamein, delegando le sue funzioni a Superlibia, il comando superiore in colonia.